# Сендай (река, Хонсю)
Сендай или Сендай-Гава (яп. 千代川 сэндайгава) — река в Японии на острове Хонсю. Протекает по территории префектуры Тоттори.
Исток реки находится под горой Окинояма (или Окиносэн, высота 1319 м). Сендай протекает через город Тоттори и впадает в Японское море, образуя западную границу песчаных дюн Тоттори.
Длина реки составляет 52 км, на территории её бассейна (1190 км²) проживает около 200000 человек. Согласно японской классификации, Сендай является рекой первого класса.